# Tex Whitelocke
Tex Tavarez Whitelocke (ur. 12 lipca 1990 na Kajmanach) – kajmański piłkarz grający na pozycji pomocnika w tamtejszym George Town SC, reprezentant kraju.

## Kariera klubowa
Whitelocke w George Town SC gra od 2008 roku. Z tą drużyną nigdy nie zdobył mistrzostwa Kajmanów, natomiast puchar Kajmanów zdobył dwa razy: odpowiednio w 2010 i 2011 roku.

## Kariera reprezentacyjna
Whitelocke w reprezentacji Kajmanów zadebiutował w 2010 roku. Obecnie (15 listopada 2020 roku) Whitelocke rozegrał 7 meczów w reprezentacji, w których nie udało mu się trafić do bramki.